# Limierz
Limierz (słow. Targov) – położona na wysokości 677 m n.p.m. przełęcz w słowackich Pieninach w północnym grzbiecie Grupy Golicy. Jest to szerokie i łagodne siodło. W rejonie przełęczy znajduje się skrzyżowanie szlaków turystycznych, polanka i wiata dla turystów. Z tego miejsca widoki tylko na północną stronę. Znacznie szersza natomiast panorama widokowa rozciąga się powyżej tego miejsca, po południowej stronie. Są tutaj rozległe otwarte tereny (łąki), z szeroką panoramą widokową, szczególnie ciekawie wyglądają stąd Trzy Korony.

## Szlaki turystyczne
niebieski: Czerwony Klasztor – Przełęcz pod Klasztorną Górą – Barsztyg – Limierz – Leśnica. 2:10 h (z powrotem 2 h)
  żółty: Droga Pienińska – dolina Huta – przełęcz Limierz. 50 min, ↓ 35 min.
 żółty: tą samą trasą co niebieski pieszy